# Christof Beetz

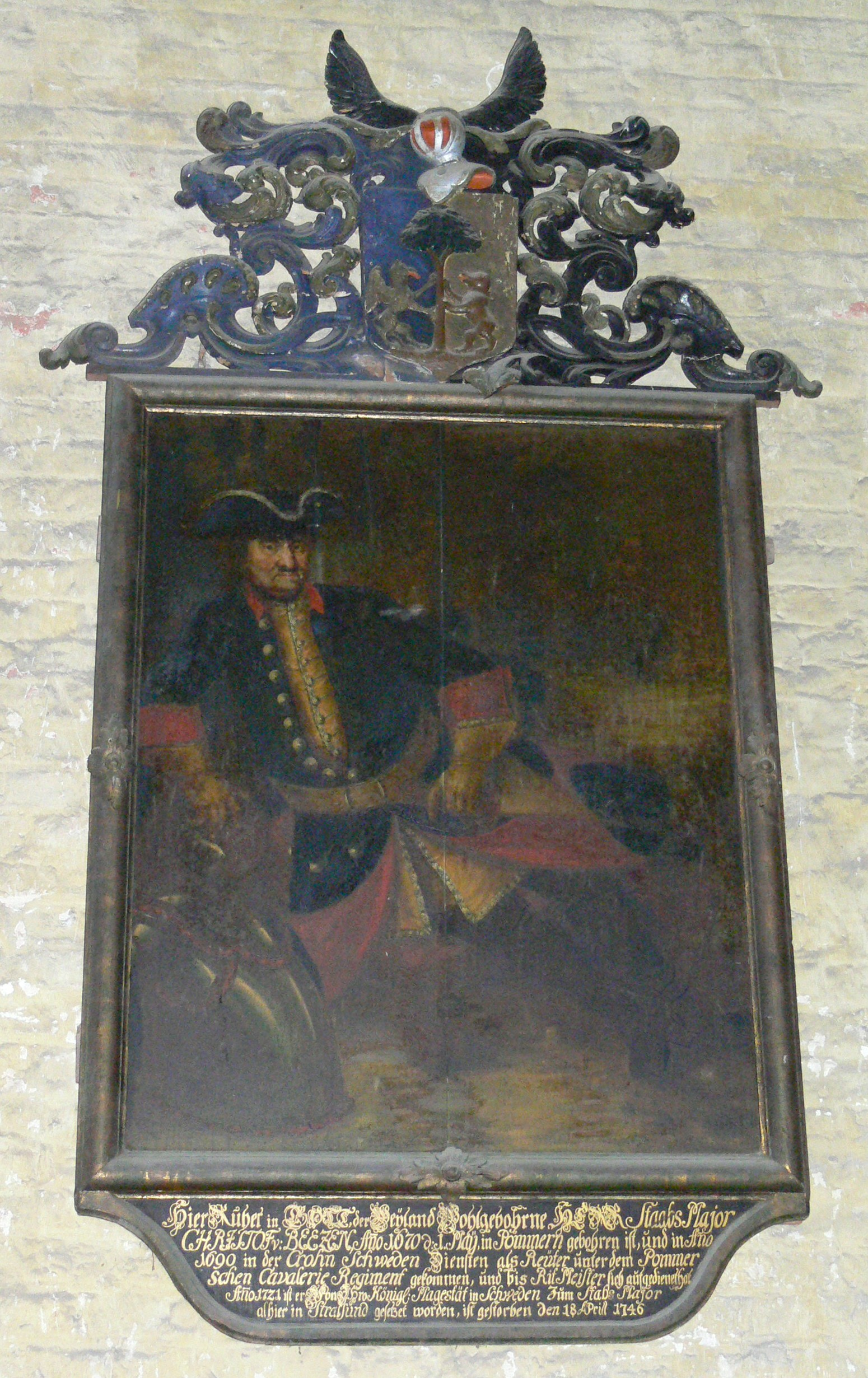
Porträtt av Christoph von Beetzen vid Mariakyrkan, Stralsund

Christoph Beetz, född 1 maj 1670 i svenska Pommern, död 18 april 1746 i Stralsund, upphöjdes till adel av kejsar Karl VI i Wien, den 27 januari 1734. Han var därefter känd som "Beez von Beezen" (Beetz von Beetzen) och erhöll ett ärftligt medlemskap i den gamla klassen av det heliga romerska rikets högadel. Som motivering framhävdes hans militära karriär och då nämns specifikt hans befäl över ett regemente vid 20-årsåldern samt slutgiltiga utnämning till plats- och stabsmajor för militärgarnisonen i Stralsund. Hans porträtt från 1746 pryder fortfarande interiören av Sankta Mariakyrkan i Stralsund (tyska: Kirche St. Marien zu Stralsund ) där han också är begravd.

## Adelsbrev
Enligt brevpatentet från den 27 januari 1734, som nu finns i Österreichisches Staatsarchiv i Wien, ärvs adelsnamnet von Beetzen och titeln riddare av det heliga romerska riket (Reichsritter) av "alla nuvarande och framtida legitima efterkommande arvingar, och deras arvingars arvingar, män och kvinnor i nedstigande led, i oändligheten" ('Ihn sambt allen seinem jezigen und künftigen ehelichen Leibs-Erben und derenselben Erbens-Erben, Mann- und Weibs-Personen, absteigenden Stammens').

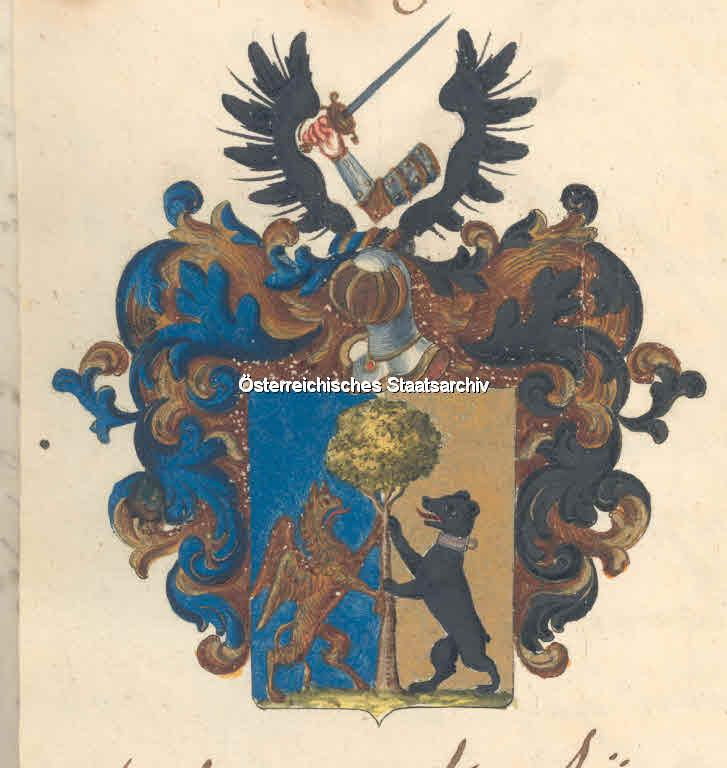
Vapenskölden för familjen 'von Beetzen'

## Familj i Tyskland, Sverige och Norge
Familjen von Beetzen kan ha sina anor i stadsdelen Beetzendorf  ' söder om Berlin, och har kanske en koppling till slottet Beetzendorf  . Men detta är i sådana fall väldigt länge sedan. Några av Christof von Beetzens släktingar hade ämbeten i svenska staten. Enligt en obekräftad familjetradition kommer Christoph von Beetzens familj ursprungligen från Ryssland (eller Polen). Christoph von Beetzen var en av de mer välkända från familjen von Beetzen. Han var gift med Anna Sofia från Tyskland och hade två söner, Johan Henrik von Beetzen (född i Stralsund ca 1698) och Karl Joakim von Beetzen (född i Stralsund, november 1698). Karl Joakim var gift med Anna Helena Giers (född 12 januari 1707 i Göteborg) av den berömda familjen Giers från Sverige som också har en rysk gren relaterad till den forne ryske utrikesministern, Nicholas de Giers, och en känd engelsk gren.
Släkten von Beetzen är idag mest välkänd i Sverige. Men det finns även norska, tyska och amerikanska ättlingar.